# Pelotón Suicida
El Pelotón Suicida fue un cuerpo de voluntarios en la Columna N.º 8 «Ciro Redondo» comandada por Ernesto Che Guevara durante la Revolución cubana, que estuvo dirigido por Roberto Rodríguez, «El Vaquerito» hasta su muerte, el día anterior a la caída de Fulgencio Batista (1952-1958).

## Origen
Leonardo Tamayo uno de los hombres de confianza del Che Guevara e integrante del Pelotón Suicida cuenta como se originó, durante el mes de noviembre de 1958:

Creo que habíamos estado en Las Villas por un mes. El Che mandó a Emérido Meriño, Vaquerito y yo, a una misión de exploración. Era de noche. Estábamos a 30 o 40 metros del cuartel de Caracusey, llevando a cabo la misión, cuando el Vaquerito, viendo la tranquilidad en la que se encontraban los puestos de guardia, me dijo, ¿qué piensas de preguntarle al Che si nos deja asaltar el cuartel, una vez que haya sido rodeado, y tomarlo de sorpresa? Poco después hablamos con el Che. El argentino aprobó la idea y nos dio las órdenes necesarias. Unos pocos compañeros fueron elegidos y él les preguntó si querían formar un nuevo pelotón. Él Che lo bautizó el «Pelotón Suicida».

## Acción militar
El Pelotón Suicida tenía como objetivo crear un cuerpo de élite, con los combatientes más hábiles y valientes, para llevar adelante las misiones más difíciles. Sus integrantes eran todos voluntarios. Roberto Rodríguez, «El Vaquerito» fue el jefe del pelotón hasta su muerte, el 30 de diciembre de 1958, un día antes de la caída de Fulgencio Batista, en la batalla de Santa Clara. Leonardo Tamayo era el segundo al mando.
En un artículo sobre la batalla de Santa Clara Ernesto Guevara menciona al Pelotón Suicida con estas palabras:

El "Pelotón Suicida" era un ejemplo de moral revolucionaria, y a ese solamente iban voluntarios escogidos. Sin embargo, cada vez que un hombre moría —y eso ocurría en cada combate—, al hacerse la designación del nuevo aspirante, los desechados realizaban escenas de dolor que llagaban hasta el llanto. Era curioso ver a los curtidos y nobles guerrilleros, mostrando su juventud en el despecho de unas lágrimas, por no poder tener el honor de estar en el primer lugar de combate y de muerte.